# Парламентские выборы в Лихтенштейне (1970)

Парламентские выборы в Лихтенштейне проходили 1 февраля 1970 года. Ландтаг включал 15 мест. Патриотический союз впервые за свою историю с момента создания в 1936 году получил большинство с 8 из 15 мест. Однако, союз продолжил функционировать в коалиционным правительстве вместе с Прогрессивной гражданской партией, которая находилась у власти с 1938 года Явка составила 94,8 %, хотя только мужчины имели право голоса.

## Результаты
| Партия                                 | Партия                                 | Голосов | %     | Мест | +/- |
| -------------------------------------- | -------------------------------------- | ------- | ----- | ---- | --- |
|                                        | Патриотический союз                    | 2 008   | 49,56 | 8    | +1▲ |
|                                        | Прогрессивная гражданская партия       | 1 978   | 48,82 | 7    | -1▼ |
|                                        | Христианско-социальная партия          | 65      | 1,59  | 0    | 0   |
| Недействительных/пустых бюллетеней     | Недействительных/пустых бюллетеней     | 34      | —     | —    | —   |
| Всего                                  | Всего                                  | 4 085   | 100   | 15   | 0   |
| Зарегистрированных избирателей/Явка, % | Зарегистрированных избирателей/Явка, % | 4 309   | 94,7  | -    | -   |
| Источник: Nohlen & Stöver              |                                        |         |       |      |     |